# Вайтінг (Айова)
Вайтінг (англ. Whiting) — місто (англ. city) в США, в окрузі Монона штату Айова. Населення — 745 осіб (2020).

## Географія
Вайтінг розташований за координатами 42°7′38″ пн. ш. 96°9′3″ зх. д. / 42.12722° пн. ш. 96.15083° зх. д. (42.127188, -96.150777).  За даними Бюро перепису населення США в 2010 році місто мало площу 2,60 км², уся площа — суходіл.

## Демографія
Згідно з переписом 2010 року, у місті мешкали 762 особи в 313 домогосподарствах у складі 195 родин. Густота населення становила 293 особи/км².  Було 340 помешкань (131/км²).
Расовий склад населення:
| - 96,7 % — білих - 1,6 % — корінних американців - 0,1 % — чорних або афроамериканців - 0,1 % — азіатів |

До двох чи більше рас належало 0,7 %. Частка іспаномовних становила 2,0 % від усіх жителів.
За віковим діапазоном населення розподілялося таким чином: 20,2 % — особи молодші 18 років, 52,8 % — особи у віці 18—64 років, 27,0 % — особи у віці 65 років та старші. Медіана віку мешканця становила 49,0 року. На 100 осіб жіночої статі у місті припадало 76,8 чоловіків;  на 100 жінок у віці від 18 років та старших — 74,2 чоловіків також старших 18 років.
Середній дохід на одне домашнє господарство  становив 48 830 доларів США (медіана — 38 558), а середній дохід на одну сім'ю — 56 512 долари (медіана — 45 357). За межею бідності перебувало 13,5 % осіб, у тому числі 21,7 % дітей у віці до 18 років та 9,2 % осіб у віці 65 років та старших.
Цивільне працевлаштоване населення становило 420 осіб. Основні галузі зайнятості: освіта, охорона здоров'я та соціальна допомога — 34,3 %, виробництво — 13,1 %, будівництво — 12,4 %.